# Kaiwara, Chintamani
Kaiwara là một làng thuộc tehsil Chintamani, huyện Chikkaballapur, bang Karnataka, Ấn Độ.